# Neleidas

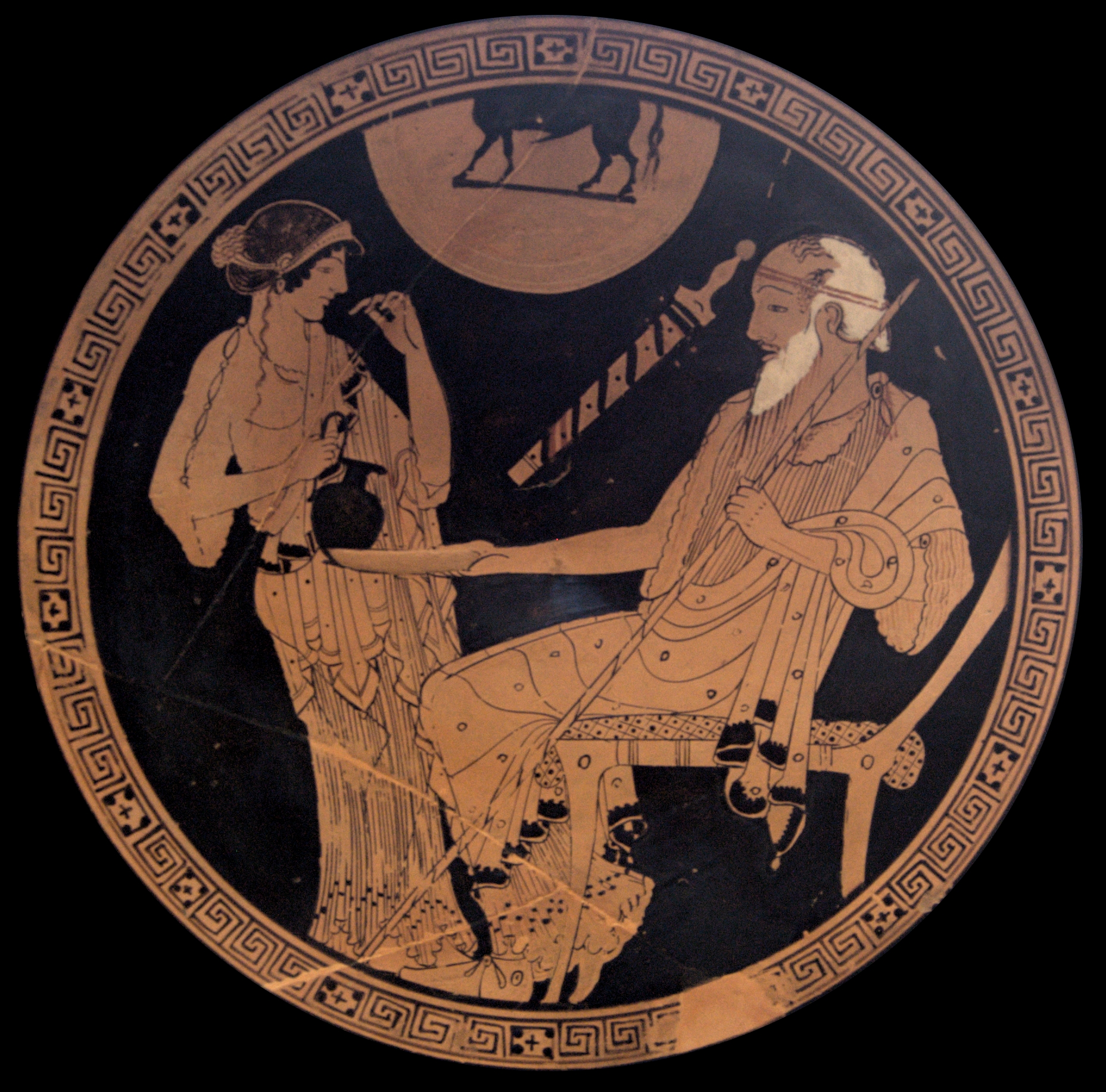
Talvez Hecamede misturando kykeon para Nestor, notável neleida. Tondo de copo ático, c. 490 BC. De Vulcos.

Os neleidas (ou neleides; em grego:  Νηλεῖδαι) eram um patronímico da Grécia Antiga, derivado de Neleu, filho do deus grego Posídon, e era utilizado em referência a seus descendentes.
Na literatura, este nome tipicamente se referia ou a Nestor, filho de Neleu; ou a Antíloco, seu neto.  Uma notável ramificação desta família foi a dos alcmeônidas, descendentes de Alcmeão, bisneto de Nestor. Segundo a lenda, os neleidas teriam sido expulsos da Micênia pela invasão dos dóricos liderados por Heráclidas, e, em Atenas, teriam erigido, além dos alcmeônidas os clãs eupátridas dos medôntidas (por Medonte, peônidas (por Péon, filho de Antíoco) e pisistrátidas (por Pisístrato, filho de Nestor).